# Бранко Богуновић
Бранко Бране Богуновић (Дрвар, 24. новембар 1911 — Шибеник, 1945) био је четнички борац, који је поникао из великог српског братства Богуновића.

## Биографија
Бранко Богуновић је рођен од оца Илије и мајке Јованке 24. новембра 1911. године у Дрвару, где је одрастао и завршио основну школу.
Средње образовање добио је у Бањој Луци, потом је војни рок одслужио у ваздухопловству у Сарајеву и после тога постао чувар државних шума у шумској дирекцији у Дрвару. Његови родитељи доселили су се у Дрвар из Лике, из села Суваје код Срба. Имао је четири брата и три сестре: Љубу, Миту, Уроша, Николу, Милеву, Наталију и Душанку.
Велику породицу Илије Богуновића рат је потпуно распарчао. Бранко је био командант четничког корпуса „Гаврило Принцип”, брат Урош је био партизански генерал и командант Шесте крајишке партизанске бригаде и проглашен је чак и за народног хероја, а Мита је за време устанка против усташа био командант Гламочког устаничког фронта. Кад је дошло до сукоба између четника и партизана, Мита се потпуно неутралисао. Пошто је познавао људе и пределе Грахова, ишао је по селима, саветовао народ, окупљао и организовао чете у борби против усташа и комуниста.
За време Другог светског рата био је помоћник команданта Динарске дивизије, а због својих ратничких подвига и заслуга, добио је од српске православне Цркве Светог Петра у Доњем Тишковцу старо и веома престижно одело, које је најпре носио војвода/сердар Милован Павасовић у устанку 1715. године, односно касније и војвода Голуб Бабић у устанку 1875. године.
Момчило Ђујић је на самом почетку устанка управо на предлог Богуновића предложен за команданта Динарске дивизије, а том приликом је од стране присутних народних првака сам Богуновић изабран за помоћника команданта Динарске дивизије.
Бранко Богуновић је рањен приликом пробоја блокаде у Пађенима, 4. децембра 1944. године, пошто је покушао убацивање у партизанску позадину на Динари. Убрзо по рањавању, 1945. године, партизани су га заробили и убили.

## Приватни живот
Био је ожењен Милком (рођ. Башић), из Каменице, са којом је имао сина Душана (Душка).
Богуновићева жена Милка преминула је 6. маја 2016. године а њихов син Душан преминуо је 12. новембра 2020. године.

## Галерија
- Војвода Голуб И. Бабић (1824-1910) на фотографији из 1898. године, у краљевско плавом оделу, које ће после њега носити војвода Бране Богуновић
- Четнички војвода Бранко И. Богуновић (1911-1945) у краљевско плавом оделу (са краја 17. века), које је пре њега носио војвода Голуб Бабић
- Бранко Богуновић и мајор Милан Цвјетићанин са Италијанима у Босанском Грахову, 1942. године